# Vilda västern

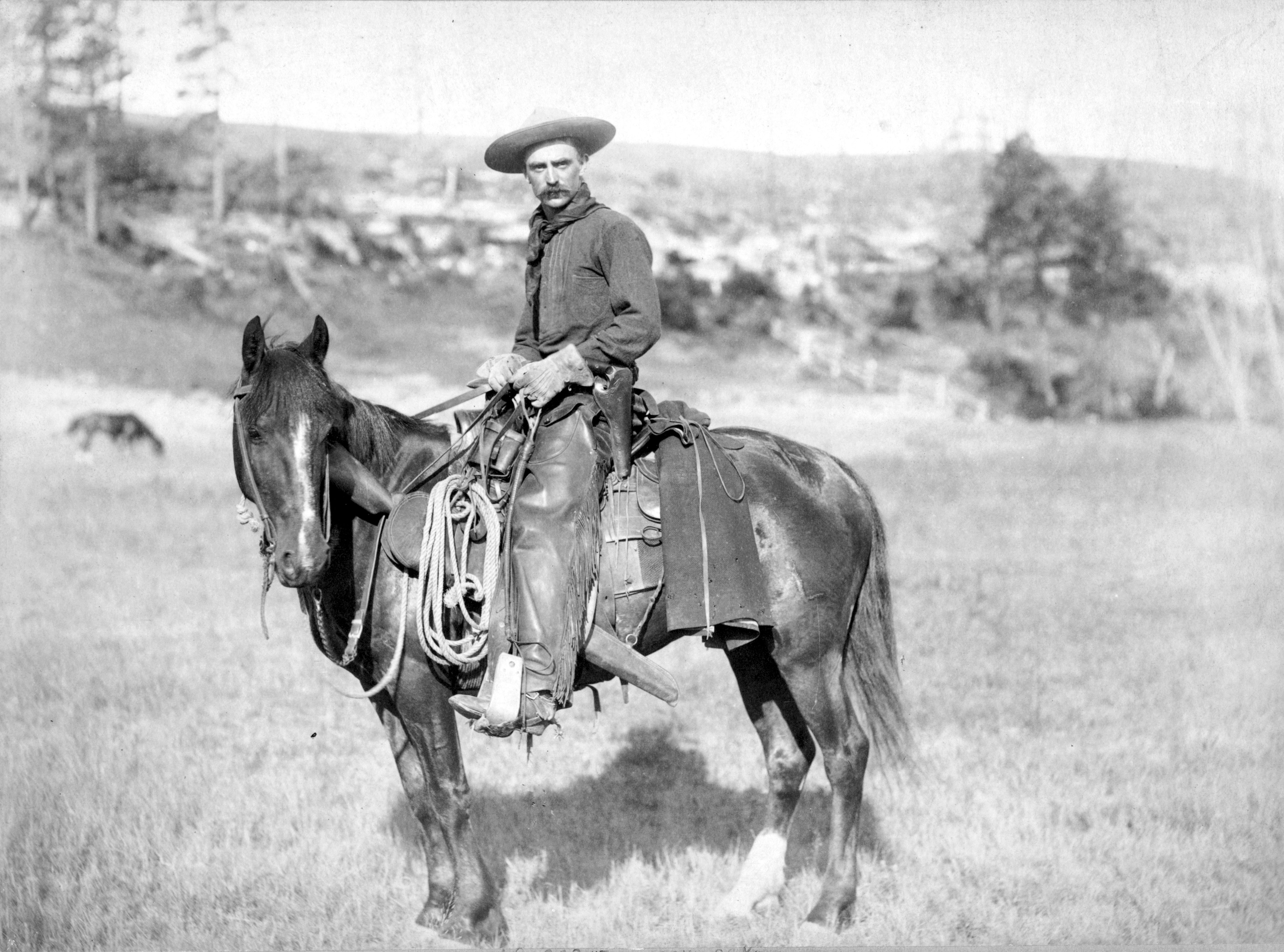
Cowboyen, sinnebilden för den amerikanska pionjärtiden. Fotografiet är taget omkring 1888.

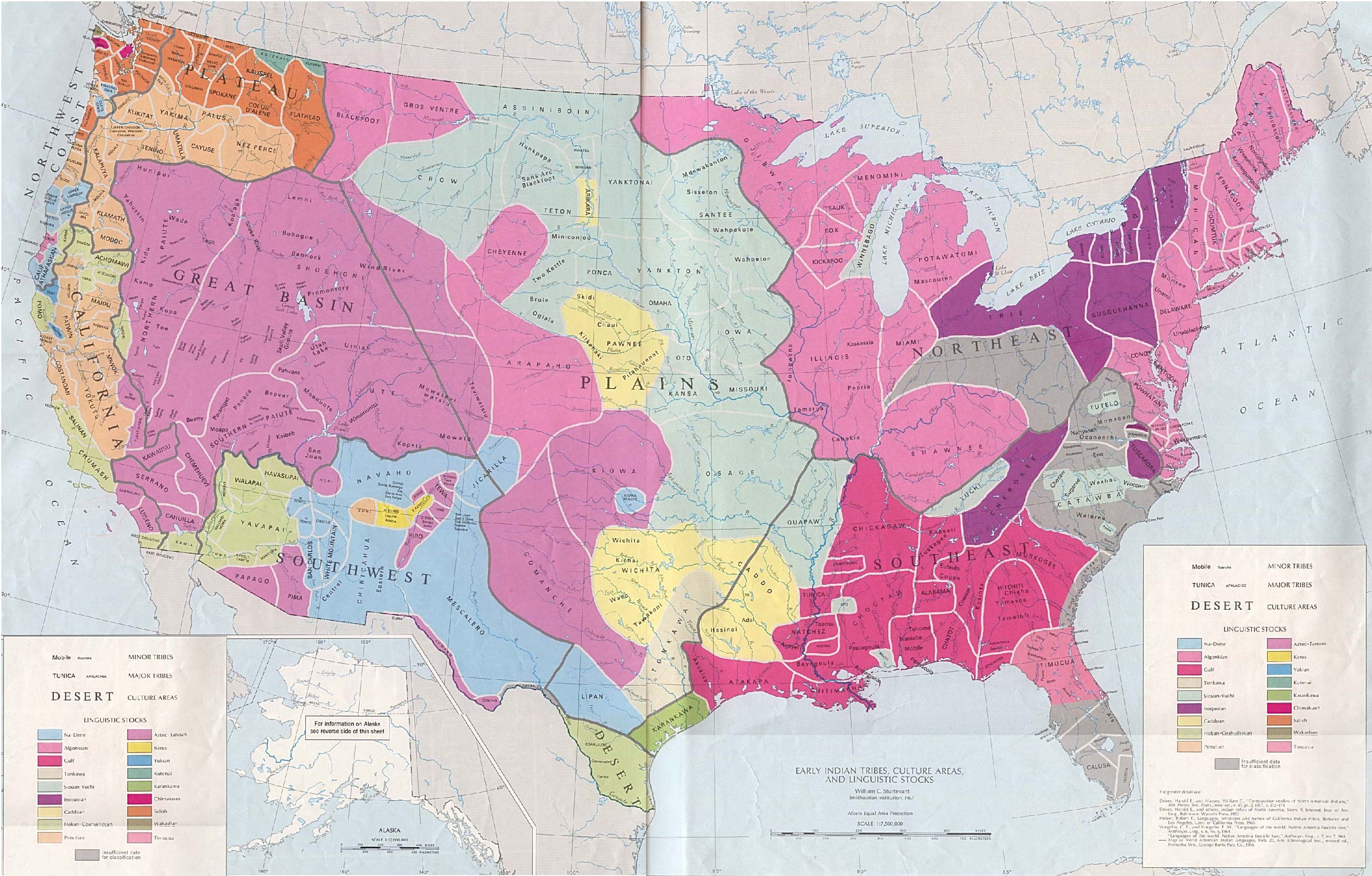
Karta som visar indianstammarna (färgerna markerar deras respektive inbördes kulturella och språkliga samhörighet) i nuvarande USA vid deras första kontakt med invandrare från Europa.

Vilda västern (av engelskans Wild West, på engelska även kallad Old West eller the American frontier) är en, geografiskt och historiskt grovt avgränsad, vardaglig benämning för de delar av nuvarande Förenta staterna belägna ungefär väster om Mississippifloden som under pionjärtiden på 1800-talet (snävare avgränsning: under 1800-talets senare hälft) ännu inte upptagits som delstater i federationen Förenta staterna. Begreppet används ibland även för att markera denna era som vilda västerneran.
Den kontinuerliga koloniseringen och urbaniseringen av dessa regioner genomfördes framför allt av angloamerikaner och immigranter från Europa, tills områdena upptogs bland USA:s organiserade territorier omkring 1890. Instiftandet av de sista indianterritorierna i det som skulle bli delstaten Oklahoma för nybyggarnas kolonisering i Oklahoma Land Run 1889-1895 och den amerikanska arméns massaker på ungefär 200–300 lakotaindianer vid Wounded Knee Creek i South Dakota i december 1890 markerade slutet på vilda västern-eran. Med dessa händelser tog indiankrigen slut, liksom de från Europa invandrade bosättarnas kolonisering av de USA-annekterade territorierna. Efter att den elfte folkräkningen i USA genomförts år 1890 kungjorde folkräkningsbyråns chef att nybebyggelsen inte längre var tydligt avgränsad. Orörda marker att röja och ta i bruk blev allt svårare att finna efter 1890, även om järnvägsbolagen marknadsförde några områden i östra Montana.
Sedan dess är begreppet vilda västern, som präglats av de angloamerikanska erövrarnas perspektiv, förknippad med ett visst tankesystem: genomsyrad av föreställningar om frihet, manlighet, den starkes rätt, kampen om egendom och liknande klichéer. Tiden är kopplad till en mytologisering och trivialisiering av den amerikanska pionjärtiden, med gränserna mellan historiska fakta, legendbildningar och fritt fabulerade historier ofta utsuddade.

## Romantisering

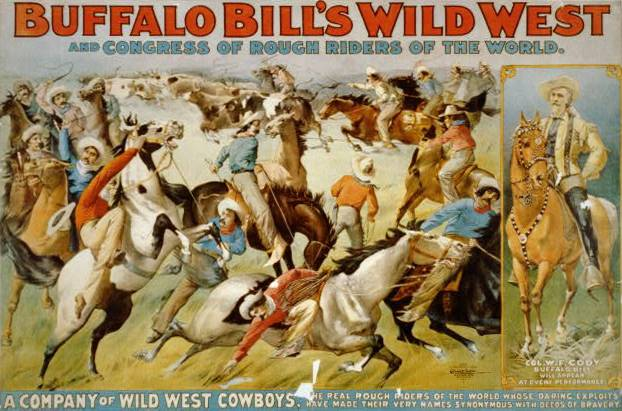
Reklamplansch för Buffalo Bills vilda västern-show (1899).

Redan under det sena 1800-talet idealiserades och romantiserades pionjärtiden som ”Vilda västern”. Framträdande var häftesromanerna (dime novels, eller 10-cents novellerna) om ”Buffalo Bill” av Ned Buntline på 1870-talet (Buffalo Bill, the King of the Border Men). Uppmuntrad av den uppenbara populistiska framgång som dessa häftesböcker om hans glorifierade liv och enstaka framföranden av Buntlines teaterpjäser rönte, insåg den tidigare bisonjägaren, som egentligen hette William Frederick Cody, sin kommersiella chans och utvecklade en efter romanerna utformad vilda västern-show, som också turnerade utomlands.

### Vilda västern i populärkulturen

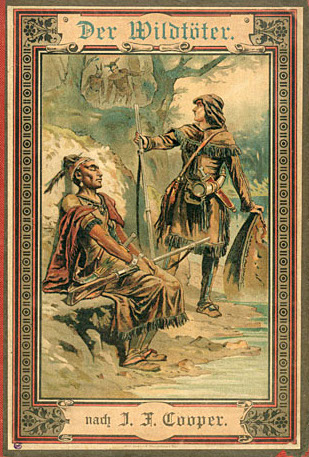
Bokomslag: ”Der Wildtöter”, tysk utgåva av Hjortdödaren, 1:a bandet av Berättelser om Läderstrumpa, fr. 1888.

I film och litteratur (främst underhållningslitteratur) betecknas ofta verk som skildrar vilda västern – mest i form av fiktiva (äventyrs)berättelser – som western. James Fenimore Coopers romaner om Skinnstrumpa var redan under förra hälften av 1800-talet föregångare till westernromanen. Zane Grey var en av 1900-talets mest kända amerikanska författare som avhandlade vilda västern i romanform. Andra exempel är Karl Mays Winnetou, Owen Wisters Cowboysblod och Larry McMurtrys Den långa färden.
Western nådde sin höjd – särskilt som filmgenre – på 1950-talet i Förenta staterna. Även många tv-serier gjordes inom genren. Exempel på westernfilmer är Diligensen, Butch Cassidy och Sundance Kid, Den gode, den onde, den fule och De skoningslösa Exempel på tv-serier är Bröderna Cartwright, Krutrök, The High Chaparral och Deadwood. Exempel på tecknade serier är Blueberry, Lucky Luke, Rick O'Shay och Rödöga.

### Myter och felaktiga stereotyper
I den stereotypa vilda västern-berättelsen finns många felaktigheter, men under senare år har det kommit flera serier och filmer som ämnat rätta till bilden. Olika mer eller mindre vanliga fel är:
- Indianer framställs ofta som barbariska. Men vita och indianer hade bra kontakt då det inte var krig, och handel förekom flitigt.
- Mexikaner är oftast onda och giriga i filmer. Men mexikanerna levde tillsammans med amerikanerna utan problem och deras katolska tro accepterades.
- Kvinnor finns sällan med i vilda västern-filmer, och om de finns med där är det i de flesta fall prostituerade, eller våp som ska räddas. Det fanns många kvinnor i västern. De vanligaste nybyggarna var familjer. Kvinnor fanns även i arbetslivet, speciellt i städerna, men de hjälpte också till på nybyggarnas gårdar. Två yrken fick kvinnor inte inneha: präst och soldat.

## Temaparker
Strax utanför Kulltorp i Småland byggde Bengt Erlandsson upp temaparken High Chaparral. Parken har vuxit och är nu ett mycket populärt turistmål i Gnosjö kommun. Det är den största westernparken utanför USA.
I Boden i Norrbotten har det byggts temaparken Western farm.

## Samhället i Vilda västern

### Invandring
Till USA var det i praktiken fri invandring på 1800-talet. Detta för att USA behövde folk att befolka de områden de erövrade från indianstammar och Mexiko i väster. De lockade invandrare västerut med billiga markpriser. Men resan väster ut var inte riskfri och karavanerna av nybyggare kunde bli anfallna av indianer som var i krig med USA. Men också kriminella såg nybyggarna som ett lätt byte då många var oerfarna att använda vapen speciellt mot en annan människa. De var inte bara från Europa, utan även från Asien, speciellt från Kina, kom det invandrare. Från Europa kom 50 miljoner människor mellan 1840 och 1914.
När det gäller amerikanskt medborgarskap, hade USA till skillnad från Sverige regler som innebär att alla barn födda på amerikansk mark blir amerikanska medborgare.
1882 började den amerikanska regeringen begränsa invandringen: Kineser, romer och prostituerade var exempel på grupper som vägrades inresa i landet. Rederierna var tvungna att betala priset för återresan om en person nekats inresa till USA.
Kriminella dömda för brott i landet utvisades också efter avtjänat fängelsestraff om de inte var amerikanska medborgare.

### Religion

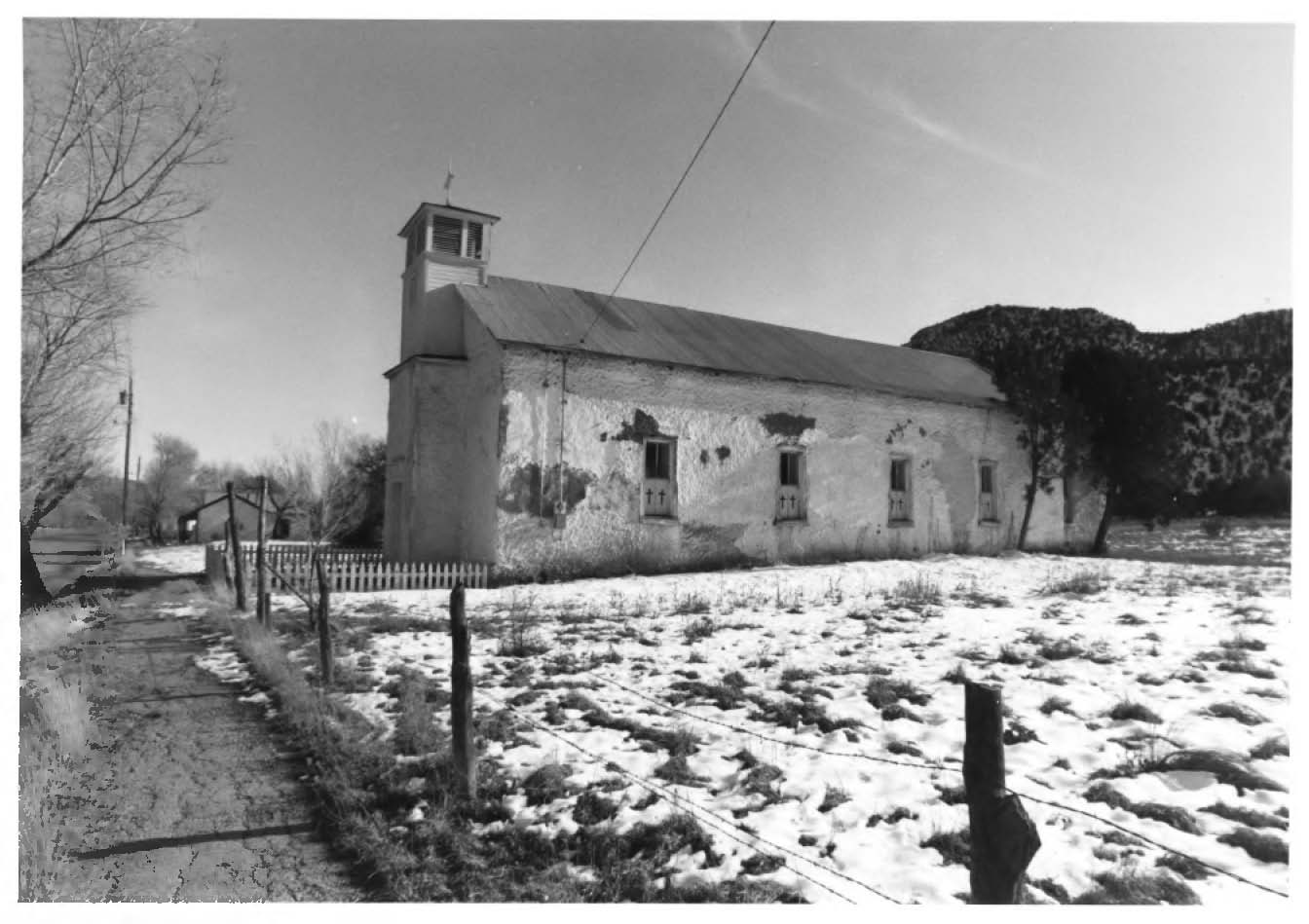
I Lincoln ligger San Juan Mission church, byggd 1887.

Kyrkan hade stort inflytande över samhället och även små byar hade en kyrka och präst. Där gick även nybyggare från omgivningen i kyrkan. Stadsprästen hade en plats i stadsfullmäktige.
I andra kristna kyrkor bodde inte pastorerna på ett ställe, utan reste runt till olika städer. Kvinnor kunde inte bli prästvigda men många blev predikanter i denna form av kyrkor.
Mormonerna (Jesu Kristi Kyrka av Sista Dagars Heliga) flydde från förföljelse i öst där deras grundare Joseph Smith lynchades 1844. De slog sig ner i vad som kom att bli delstaten Utah 1847 då Brigham Young ledde första gruppen västerut. Mormonerna var den dominerande kyrkan i Utah. Mormonerna kritiserades av USA:s regering bland annat för att de tillät månggifte. 1896 förbjöd mormonerna detta men många praktiserade ändå månggifte i hemlighet efteråt. Efter förbudet accepterade den federala regeringen att Utah blev fullvärdig delstat.
Protestantism var den vanligaste religionen, men i gränsstaterna mot Mexiko fanns det många katolska mexikaner som kom till USA för att söka arbete, eller hade stannat kvar då området erövrades av USA från Mexiko. Det förekom även katolska kloster i dessa områden.
Shamanism är urgamla traditioner som syftar till att bevara hälsa, bota sjukdomar och upprätthålla balansen mellan människor och naturen. Bland nordamerikanska indianer har shamanska traditioner gamla anor. Kunskapen gick i arv genom muntlig tradition. Nu levande indianska medicinmän, såsom Rolling Thunder från Cherokee-stammen har börjat skriva ner kunskapen för den ska inte försvinna.
Kyrkans inflytande syntes i flera lagar. Till exempel var det förbjudet att arbeta på söndagar. Mödrar som övergav sina barn (Barn under 15 år) kunde få fängelsestraff om de inte hade goda skäl för det. Gifta män hade försörjningsansvar för barn och fru de var juridiskt bindande. Det var inte socialt accepterat att föda barn utanför äktenskapet, även om det inte var olagligt. Par som blev med barn utanför äktenskapet blev ofta utsatta för övertalningsförsök för att få dem att gifta sig för att undvika skandal och skam för familjerna. Kyrkan uppmuntrade detta och prästen kunde delta aktivt i övertalningsförsöken för att undvika att barnen föddes som "oäktingar". För att hjälpa ensamstående mödrar fanns mödrahem där de fick hjälp av kyrkan. Kyrkan försökte även förbjuda prostitution men lyckades enbart lokalt i vissa städer. Homosexualitet var förbjudet genom sodomilagar som stöddes av kyrkan, men gav bara korta fängelsestraff, ofta några månader. Det faktum att kyrkan tog avstånd från homosexuella gjorde att extrema kristna rörelser som Ku Klux Klan förföljde homosexuella och misshandlade och ibland lynchade offren.

### Medellivslängd och demografi
Exempel på genomsnittlig ålder. Människors sociala status spelade stor roll för vilken mat de åt och vilka risker de hade att råka ut för olyckor och våld och därmed också medellivslängden. Genomsnittsåldern var ca fem år högre för kvinnor då de ofta hade ett mindre farligt arbete. Vid 1800-talets början var spädbarnsdödligheten – det vill säga mortaliteten bland barn under ett års ålder – fortfarande mycket hög. En stor anledning till den låga medellivslängden.:
| 1820 | 1850 | 1870 | 1880 | 1900 |
| ---- | ---- | ---- | ---- | ---- |
| 34,8 | 35,1 | 35,1 | 37   | 41   |

Genomsnittliga åldersdemografin i USA.
Efter inbördeskriget (1861-1865) blev befolkningen yngre, då det hade resulterat i 620 000 döda soldater och ett okänt antal civila offer, de flesta i medelåldern. De blir tydligt att befolkningen blir äldre och äldre efter kriget slutat. Bättre sjukvård gjorde också att befolkningen levde längre.
| Årtionde | under 5 år | 5-19   | 20-44  | 45-64  | över 65 |
| -------- | ---------- | ------ | ------ | ------ | ------- |
| 1860     | 15,4 %     | 35,8 % | 35,7 % | 10,4 % | 2,7 %   |
| 1870     | 14,3 %     | 35,4 % | 35,4 % | 11,9 % | 3 %     |
| 1880     | 13,8 %     | 34,3 % | 35,9 % | 12,6 % | 3,4 %   |
| 1890     | 12,2 %     | 33,9 % | 36,9 % | 13,1 % | 3,9 %   |
| 1900     | 12,1 %     | 32,3 % | 37,7 % | 13,7 % | 4,2 %   |

Genomsnittliga etnicitdemografin i USA. Ej medräknade personer som bodde i Indianterritoriet och på indianreservat.
| Årtionde | Vit    | Svarta | Övrig etnicitet; exempel indianer och asiater |
| -------- | ------ | ------ | --------------------------------------------- |
| 1860     | 85,6 % | 14,1 % | 0,3 %                                         |
| 1870     | 87,1 % | 12,7 % | 0,2 %                                         |
| 1880     | 86,5 % | 13,1 % | 0,4 %                                         |
| 1890     | 87,5 % | 11,9 % | 0,6 %                                         |
| 1900     | 87,9 % | 11,6 % | 0,5 %                                         |

### Sjukvård och socialhjälp
I större orter fanns sjukhus och läkare men i mindre byar var det ofta barberaren som tog hand om mindre allvarliga olycksfall. Bland kofösare var det vanligt att kocken också hade till uppgift att ta hand om skador. Armén hade fältskärer.
Socialhjälpen fanns i form av fattigstugor för vuxna och barnhem för barn. För ensamstående mödrar fanns det speciella hem.

#### Lagar mot lösdriveri
Lösdriveri var olagligt genom lokalordningsstadgar (driva runt på allmän plats utan legitimt skäl), de som gjorde det kunde dömas till straffarbete i några månader. Straffarbete sågs som social rehabilitering för personer som levde ett destruktivt liv men inte ansågs vara kriminella (en uppfostringsanstalt för vuxna). Lagarna fanns för att omhänderta personer som ansåg störa allmän ordning, till exempel tiggare, gatuprostituerade, luffare och även alkoholister som drack på allmän plats. Vilka grupper som kunde omhändertas kunde skilja sig åt från olika delstater.
1882 började emigrationslagarna skärpas och tiggare och prostituerade som inte var amerikanska medborgare utvisades.

#### Sjukvård
Inbördeskriget gjorde att kirurgin utvecklades, som smärtstillande medel användes bland annat eter och kloroform. Eter var redan i bruk som bedövningsmedel medan kloroform blev det mest använda under inbördeskriget tack vare dess snabba verkan.
Medicinforskningen var inte så långt framskriden, vilket ledde till att många kvacksalvare och charlataner försökte sälja medel som skulle bota alla möjliga sjukdomar, men det var ofta bara smaksatt alkohol.[källa behövs]

Shamanism är urgamla traditioner som syftar till att bevara hälsa, bota sjukdomar och upprätthålla balansen mellan människor och naturen. Bland nordamerikanska indianer har shamanska traditioner gamla anor.[källa behövs]

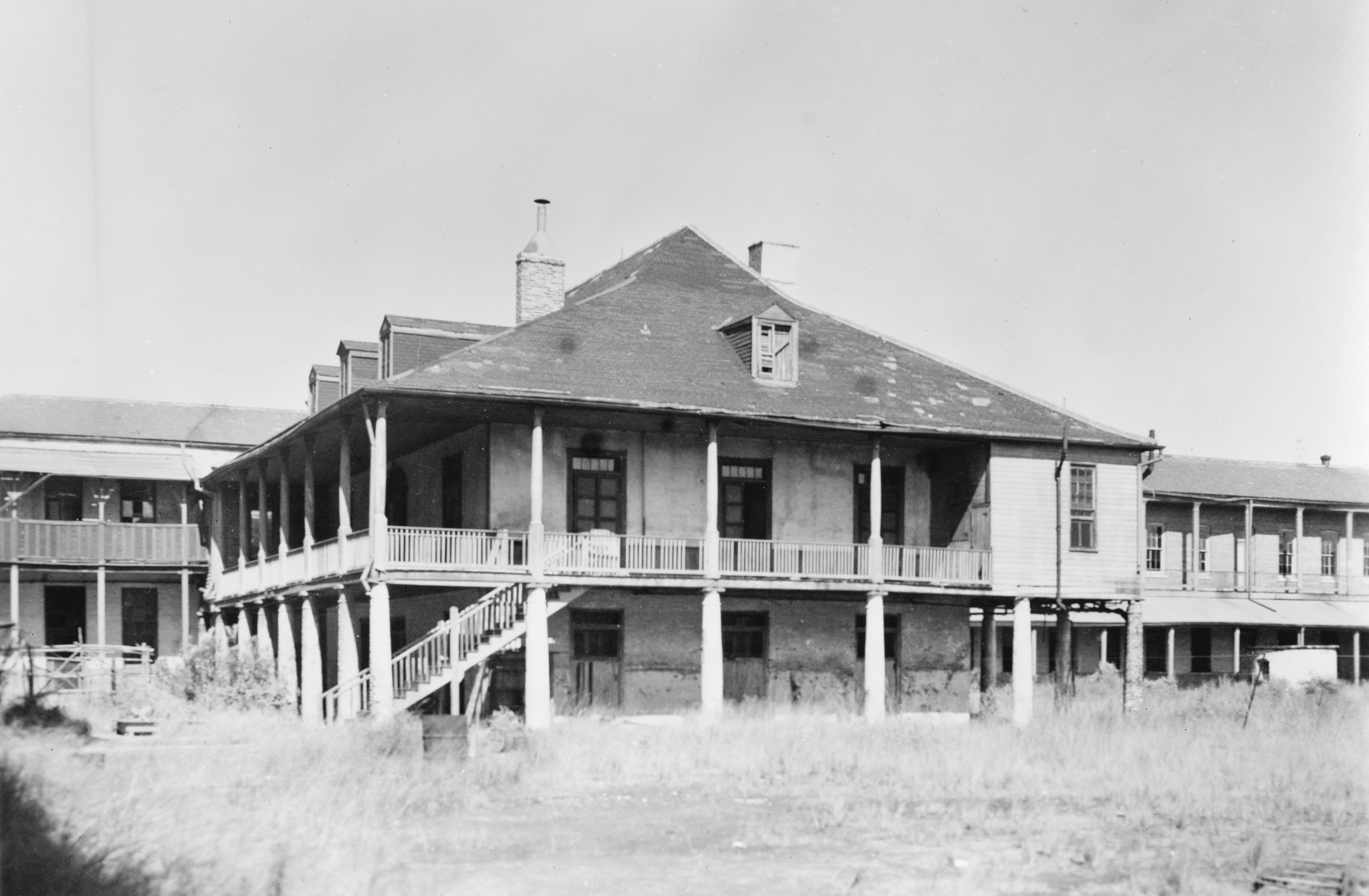
Plantas odling utanför New Orleans beslagtogs av staden efter inbördeskriget 1845 de blev ett katolskt barnhem som drevs till 1930-talet.

#### Föräldralösa barn
I USA:s storstäder fanns en problematik med föräldralösa barn som ofta hade blivit föräldralösa på grund av att föräldrarna dog i olycka, svält eller sjukdom. När sheriffer hittade dessa barn då de tiggde eller snattade så togs de till barnhem, där man sedan försökte omplacera dem, om man inte hittade någon av barnens släktingar. Ett exempel är "Orphan trains" som tog barn till adoptionsfamiljer i västra USA. Över 150 000 barn fick nya hem på det sättet under de 75 år som tågen gick på 1800-talet. Endast gifta par fick adoptera och mannen måste ha en inkomst som kunde försörja familjen.

#### Fattigstugan (Poor house)
Vuxna som inte kunde försörja sig själv bodde i fattigstugor och ensamma barn hamnade på barnhem. Exempelvis funktionshindrande och gamla som inte hade släktingar fick bo i fattigstugor. Countyadministrationen såg till att de hade mat och förnödenheter. I fattigstugorna var det dock trångt och smutsigt, då många som bodde där hade svårt med den personliga hygienen, något som gjorde att sjukdomar var vanliga.[källa behövs]

#### Mödrahem
För att hjälpa ensamstående mödrar fanns mödrahem där de fick hjälp av kyrkan. Kraven att få bo var att barnen inte föddes utanför äktenskapet (undantag kvinnor som blev gravida vid våldtäkt).[källa behövs]
Barn som föddes utanför äktenskapet adopterades bort i de flesta fall.[källa behövs]

#### Funktionshindrade i vilda västern
Det fanns så kallade Ugly laws som förbjöd personer med funktionshinder att vistas på offentliga platser om de hade ett utseende/beteende som kunde vara "störande". Funktionshindrade som störde allmän ordning och inte hade släktingar som kunde ta hand om dem togs till mentalsjukhus. Den första sådana lagen kom i Kalifornien 1867.
År 1854 fick blinda och döva speciella vårdhem då det beslutades av kongressen att delstaterna måste ge mat och husrum till döva och blinda.
Många krigsveteraner hade också både fysiska och psykiska skador som gjorde att de hade svårt att komma in i det civila samhället. Fysiska skador gjorde en del veteraner till invalider då de blev tvungna att amputera ben eller armar för att överleva. Många av dessa soldater hade också posttraumatiskt stressyndrom som man inte på den tiden förstod vad det var, vilket ledde till missbruk genom försök till självmedicinering då de drabbade inte fick hjälp.[källa behövs]

### Valuta
Sedan 1792 har USA haft gemensam valuta, dollar.[källa behövs]
I början tryckte alla delstater pengar, problemet var att sedlarna inte blev exakt likadana beroende på att papperets kvalitet skiftade. Det bidrog till att problem med falskmyntare var stora. National Bank Act 1863 gjorde att delstatsbankerna köptes upp av den federala regeringen. Betalningen var statsobligationer till delstatsregeringarna. Det innebar att sedlarna trycktes på federal nivå. Det var också viktigt att få kontroll på pengaflödet så att inflationen kunde bekämpas, ett skräckexempel var Amerikas konfedererade stater som, då landets handel med Europa kollapsat under inbördeskriget, finansierat kriget med att trycka pengar. Effekten blev en hög inflation på nästan 200 % vilket gjorde pengarna värdelösa. Det misstaget ville inte USA göra om. Det blev också början på bildandet av USA:s centralbank som bildades 1913 Federal Reserve System.[källa behövs]
Exempel på en genomsnittlig veckolön i dollar (6 dagar var en arbetsvecka, 10 timmar/dagen) :
| Yrke                                                       | 1860  | 1870  | 1880  | 1890  |
| ---------------------------------------------------------- | ----- | ----- | ----- | ----- |
| Kusk                                                       | 8,60  | 10,50 | 8,85  | 9,36  |
| Smed                                                       | 10,68 | 18,24 | 15,54 | 16,26 |
| Hantverkare (t.ex. snickare, målare, murare)               | 10,92 | 24,60 | 16,56 | 19,32 |
| Outbildad arbetare (t.ex. kofösare, rallare, skogshuggare) | 5,88  | 9,36  | 8,10  | 9,06  |

### Utbildning
Grundskola var gratis (längden på utbildningen varierade mellan delstaterna, den var mellan 6 och 9 år, barnen började vid 7 eller 8 års ålder). I städer fanns skolor och lärare som finansierades av staden. I vissa delstater tvingades svarta och vita gå i olika skolor. I byarna var det ofta en präst som hade hand om undervisningen. Skolplikt infördes i flera delstater under 1800-talet, då det var många föräldrar som tyckte det var viktigare att barnen hjälpte till på gården än att lära sig saker som inte hade med deras vardag att göra och därför inte lät sina barn gå i skola.[källa behövs]
De ämnen som barnen fick lära sig var läsning och skrivning, amerikansk geografi, amerikansk historia, matematik och kristendom. Det fanns tillvalsämnen som berodde på vilken delstat man bodde i.[källa behövs]
Indianerna fick sin grundskola i reservaten betald av militären. Detta för att barnen skulle ha lättare att integreras i samhället.[källa behövs]
Armén ordnade grundskoleutbildning till sina anställdas barn.[källa behövs]
Högre studier på universitet fanns i större städer. Men det var dyrt, och bara barn av rika föräldrar hade råd att gå där. Det fanns dock sätt att få studierna betalda genom stipendium eller militärtjänstgöring. De fanns få arbeten som krävde högre utbildning, några exempel på det var juristyrken som åklagare, advokat och domare, samt läkare, lärare och präst.[källa behövs]
Hantverkare hade lärlingssystem och det hade också andra yrken, som barberare och telegrafist.[källa behövs]
För en del yrken, till exempel gruvarbetare, skogshuggare, rallare och cowboy behövde man ingen utbildning. Det var lågavlönade yrken, där arbetsgivaren betalade mat och logi. Gruvarbetare som var sprängare fick bättre betalt på grund av riskerna.[källa behövs]
Många arbetade också utan arbetsgivare. Bland smeder och jägare var detta vanligt. Nybyggarna var också sina egna arbetsgivare. De odlade på bondgårdar och sålde mjöl och kött i städerna. I städerna fanns smedjor, handelsbodar, barberarsalonger, begravningsbyråer, salooner och restauranger, och dessa drevs av egna företagare.[källa behövs]
Det fanns speciella skolor för lärare. Många gånger var det också läraren som tog hand om biblioteket i små städer. Även i större städer var det ofta utbildade lärare som anställdes som bibliotekarier, även om det officiellt inte krävdes någon utbildning för att bli det.[källa behövs]
Fördelen med att vara egen företagare var att man kunde tjäna mer pengar, men nackdelen var att man inte blev skyddad av en arbetsgivare mot kriminella.[källa behövs]

### Infrastruktur

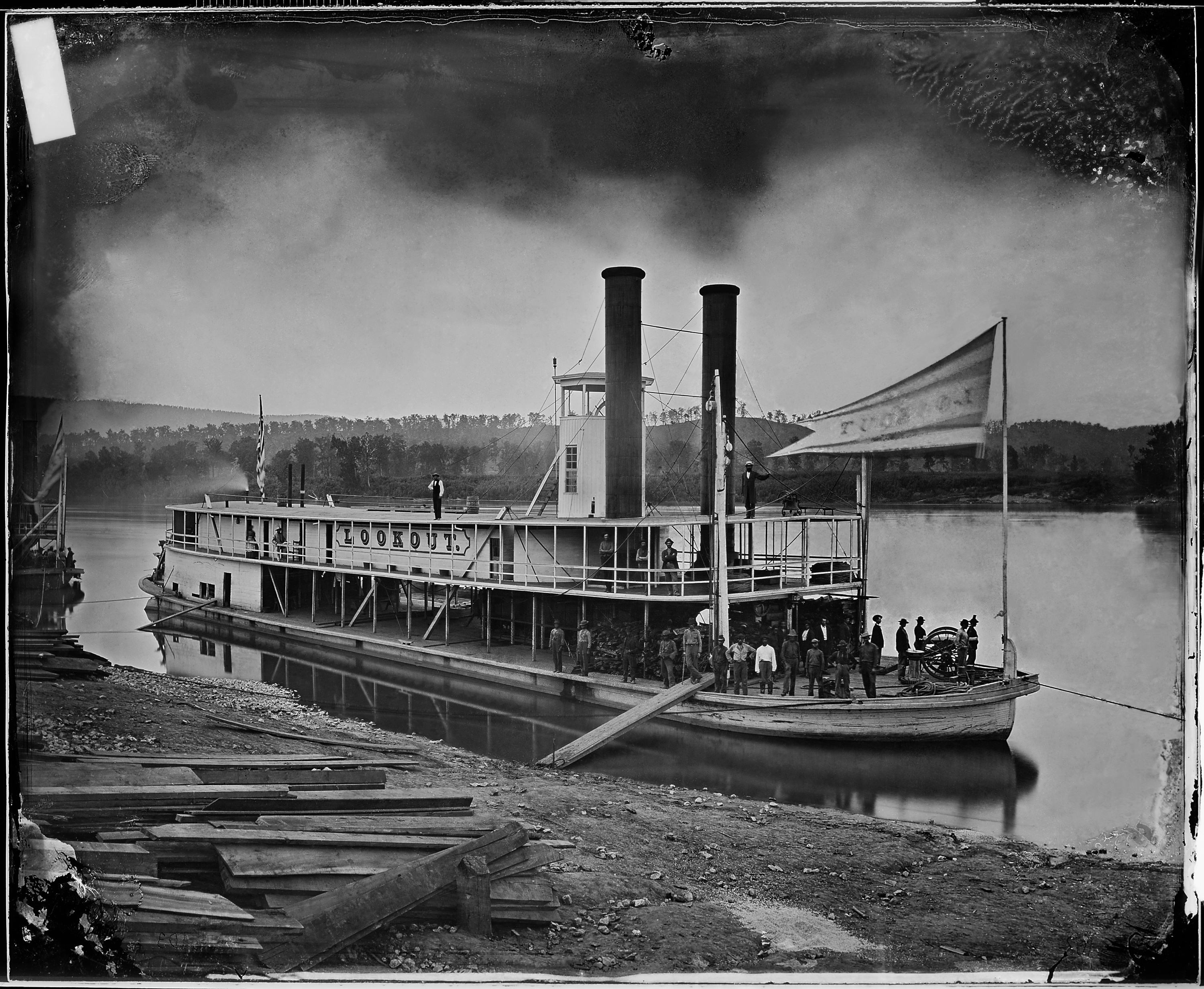
Ångbåt på Tennessee River, 1865.

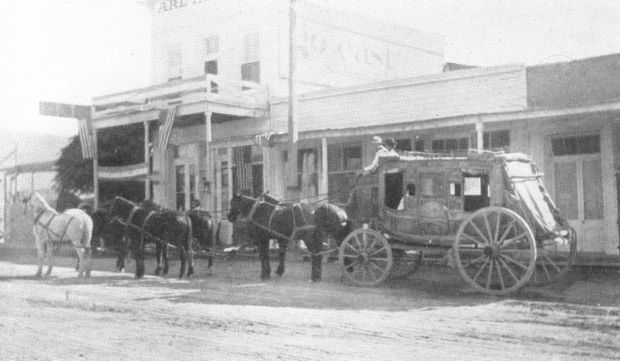
diligens mellan Tombstone och Bisbee 1880.

Kollektivtrafik fanns i form av diligens mellan städerna. För skydd hade diligensen en beväpnad vakt som satt vid kusken. Uttrycket "sitting shotgun" kommer därifrån. Diligensen blev till slut utkonkurrerad av tåget, då fler och fler städer fick tåganslutning.[källa behövs]
En annan effekt av tåget var att städer som inte fick tåganslutning ofta blev spökstäder eller reducerades till byar. Exempel Lincoln som tidigare var huvudort i Lincoln County; då de inte fick tåganslutning flyttade befolkningen till Carrizozo som blev ny huvudort och Lincoln blev en by.[källa behövs]
Ångbåtar var viktiga då floder var bästa sättet att transportera tunglast som diligensen eller tåg hade svårt att transportera. Men de användes också för persontrafik. Mississippifloden med bifloder var en av de viktigaste transportvägarna mellan viktiga städer som Minneapolis, Saint Paul, Davenport, Saint Louis, Memphis, Baton Rouge och New Orleans.[källa behövs]

### Rättsväsen

#### Polisväsen
Stadssherifferna utsågs i val av befolkningen. De hade vicesheriffer som hjälp, antalet berodde på stadens storlek. Stadssherifferna skötte ordningen i staden, som att stoppa slagsmål, fylleri och snatteri. Vid grövre brott tog de hjälp av federala sheriffer.[källa behövs]
Countysherifferna utsågs av befolkningen genom val. De hade vicesheriffer som hjälp. Antalet berodde på countyts storlek. Countysherifferna tog hand om ordningen i glesbygden, som att stoppa banditer som rånade diligenser och tåg, men även boskapstjuvar. Vid grövre brott tog de hjälp av federala sheriffer.[källa behövs]
Federala sheriffer (U.S. Marshals) hjälpte lokala sheriffer med grövre brottslighet som mord och organiserad brottslighet. De federala sherifferna hade också rätt att gripa brottslingar i vilken delstat som helst.[källa behövs]

#### Brottsbekämpare, medborgargarden och regulatorer

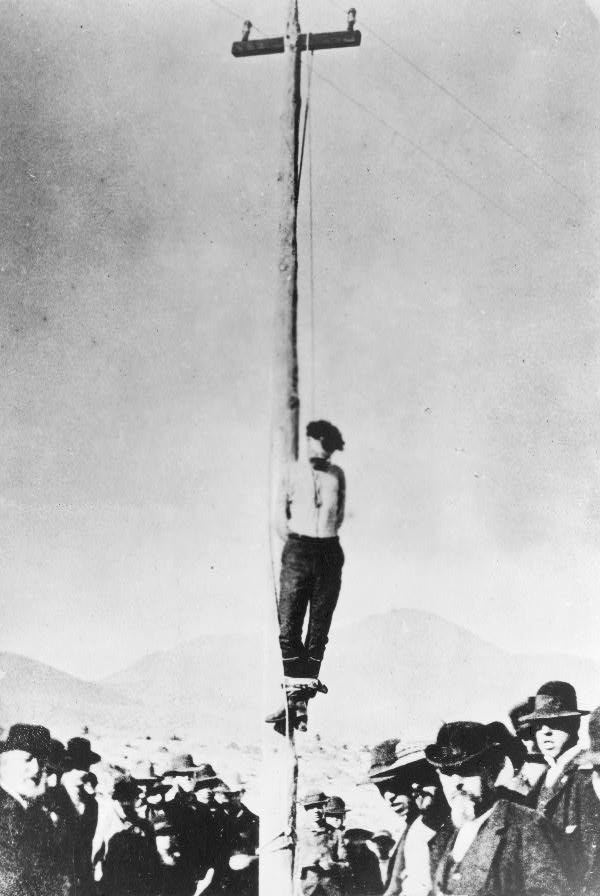
John Heith lynchades utanför Tombstone, Arizona, den 22 februari 1884 för sin medverkan i massakern i Bisbee.

Ute på landsbygden där det var långt till närmaste domstol och korruption var vanligt förekommande kunde lokalbefolkningen besluta sig för att ta lagen i egna händer. De kunde då bli enskilda brottsbekämpare eller bilda medborgargarden för att tillfångata och straffa kriminella. Dessa straff utgjordes ofta av lynchning för grövre brott som kreatursstöld, bank- och tågrån samt mord (enligt lagboken var det dock bara mord, anstiftan till mord, medhjälp till mord och landsförräderi som kunde leda till dödsstraff). Medborgargarden kunde också misshandla kriminella för att skrämma dem att lämna countyt för mindre brott, till exempel falskspel och bedrägeri. Detta var olagligt, men få ville vittna mot dem som gjorde detta då de antingen ansåg att de kriminella fick det straff de förtjänade eller för att de var rädda att själv bli hängda.[källa behövs]
Regulatorer var kriminella som fick lön av boskapsägare för att jaga boskapstjuvar. Korrupta boskapsägare använde även dessa för att skrämma nybyggare att sälja sin gård, eller för väpnade konflikter med andra boskapsägare. Lincoln County War är ett exempel på en sådan väpnad konflikt mellan boskapsägare.

#### Prisjägare/Detektivbyråer
Ett lukrativt men farligt yrkesval var att bli prisjägare, som sökte upp kriminella som rättsväsendet hade efterlyst. Exempel var personer som begått rån, mord, våldtäkt, boskapsstöld, häststöld, falskspel och/eller människorov. Till exempel kunde en falskspelare få en efterlysning på 20 dollar men en mördare kunde få en efterlysning på flera tusen dollar, beroende hur många han eller hon hade dödat och vilka offren var. Desertörer jagades också och armén betalade 200 dollar om en desertör fångades in.
Detektivbyråer jagade också brottslingar. De använde en farlig metod som inte rättsväsendet använde: De infiltrerade banditligor för att få reda på var deras gömställen var. Sherifferna använde inte detta sätt, eftersom infiltratörer ibland var tvungna att begå brott, och en sheriff som begick brott avskedades. Men privatdetektiverna som gjorde det slapp straff för att de ställde upp som kronvittnen.
Detektivbyråer kunde också mot betalning hjälpa privatpersoner, till exempel om någon hade försvunnit, eller unga kvinnor som hade rövats bort för att tvingas att prostituera sig.

#### Ku klux klan-brott

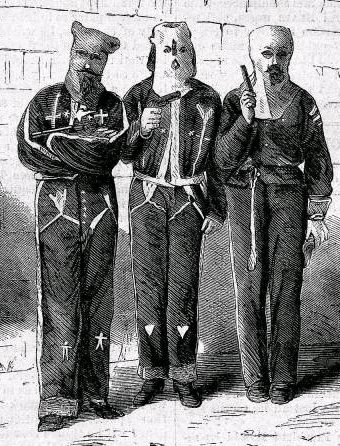
Publicerades i Harpers Weekly 27 januari 1872. Den medföljande nyhetstexten anger att dessa Ku Klux Klan-män fångades i september 1871 i Tishamingo County av US Attorney GW Wells biträdd av US Marshall JH Pierce och hans ställföreträdare John M'Coy.

Det ursprungliga Ku Klux Klan grundades i Pulaski, Tennessee, den 24 december 1865 av den konfedererade generalen Nathan Bedford Forrest, och andra krigsveteraner på den förlorande sidan i amerikanska inbördeskriget, som en motreaktion under rekonstruktionstiden då människor i sydstaterna tvingades ändra sitt leverne.
Man jagade frigivna slavar som vågade lämna plantagerna och även markspekulanter från norr (Carpetbaggers), då man ansåg att landet i syd skulle ägas av dem som bodde där. Terrordåd och mord var metoderna.
Klanbrott blev sällan uppklarade då klanen infiltrade rättssystemen speciellt på landsbygden. Klanen upplöstes av Ulysses S. Grant under början av 1870-talet genom Enforcement Acts. Den förbjöd organisationen och gjorde dess verksamhet till federalt brott, vilket gjorde att den federala polisen kunde utreda brotten och försvåra för lokala sheriffer som var medlemmar i klanen att stoppa utredningar eller förstöra bevismaterial. Snart var de flesta aktiva medlemmar i fängelse eller på flykt.
Texas, Louisiana, New Mexico och Arkansas var vilda västern-stater som hade dessa problem.

#### Domstol

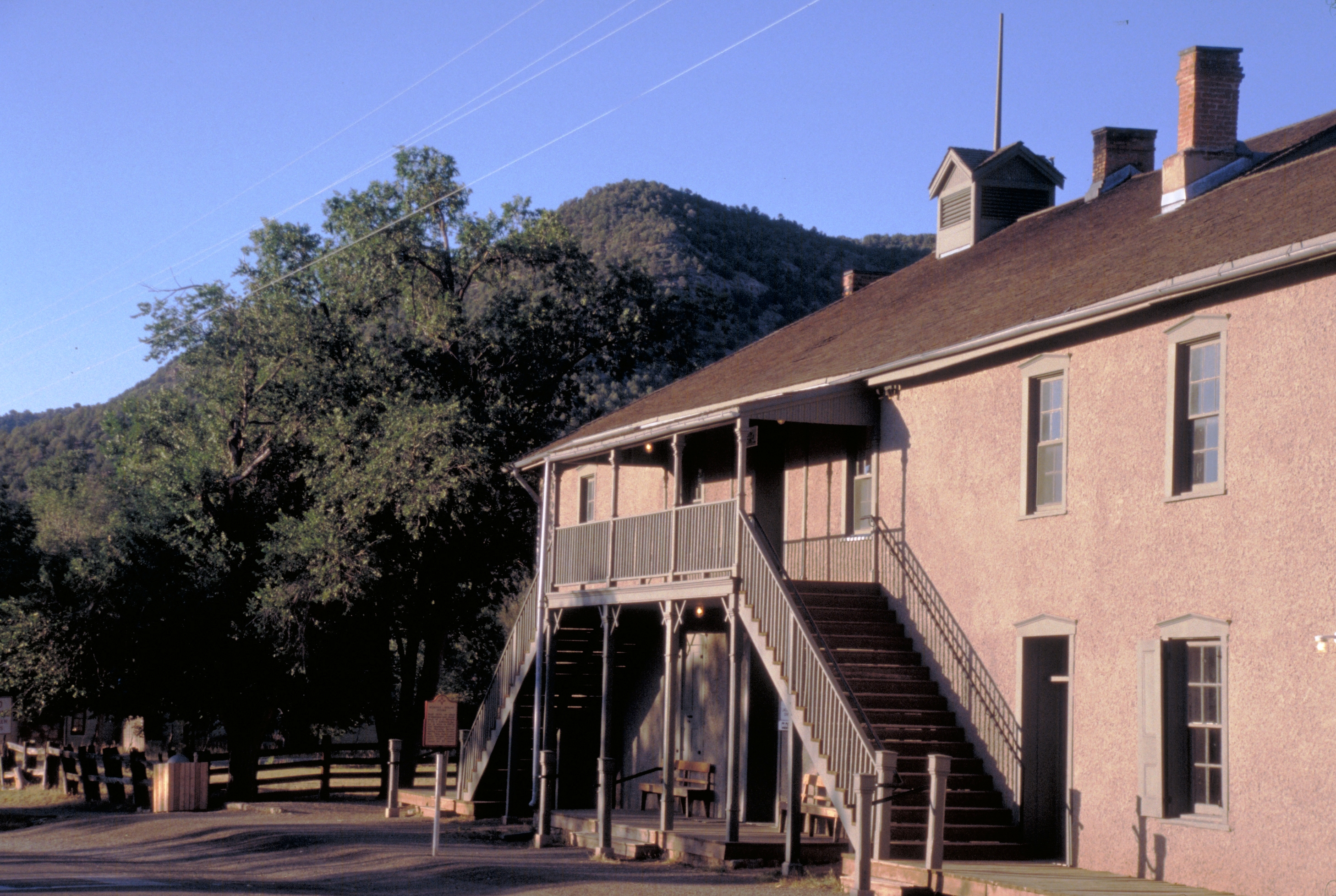
Fängelset och domstolsbyggnaden i Lincoln.

Fredsdomstolen (Justice's court) tog hand om småbrott och fanns i många städer och byar.
Tillsynsdomstolen (Probation court) hade hand om byråkratiska ärenden som vårdnadstvister, dödsbodelning och markägartvist. Den låg i delstatshuvudstaden.
Cirkulationsdomstolen (Cirkulation court) var en domare som åkte runt i glesbygden och dömde i grövre brott.
Distriktsdomstolen (District court) var belägen i delstatshuvudstaden. Här avgjordes de största rättsfallen.
Federal cirkulationsdomstol (Federal cirkulation court) dömde i tvister och brottmål som spände över flera delstater.
Högsta domstolen (Supreme court) bestämde hur konstitutionen skulle tolkas. Inga lagar i delstaterna fick bryta mot konstitutionen som är USA:s grundlag. Domstolens ledamöter var valda på livstid och om en vakans uppstod var det presidenten som valde vilken domare som skulle få den.

#### Fängelser

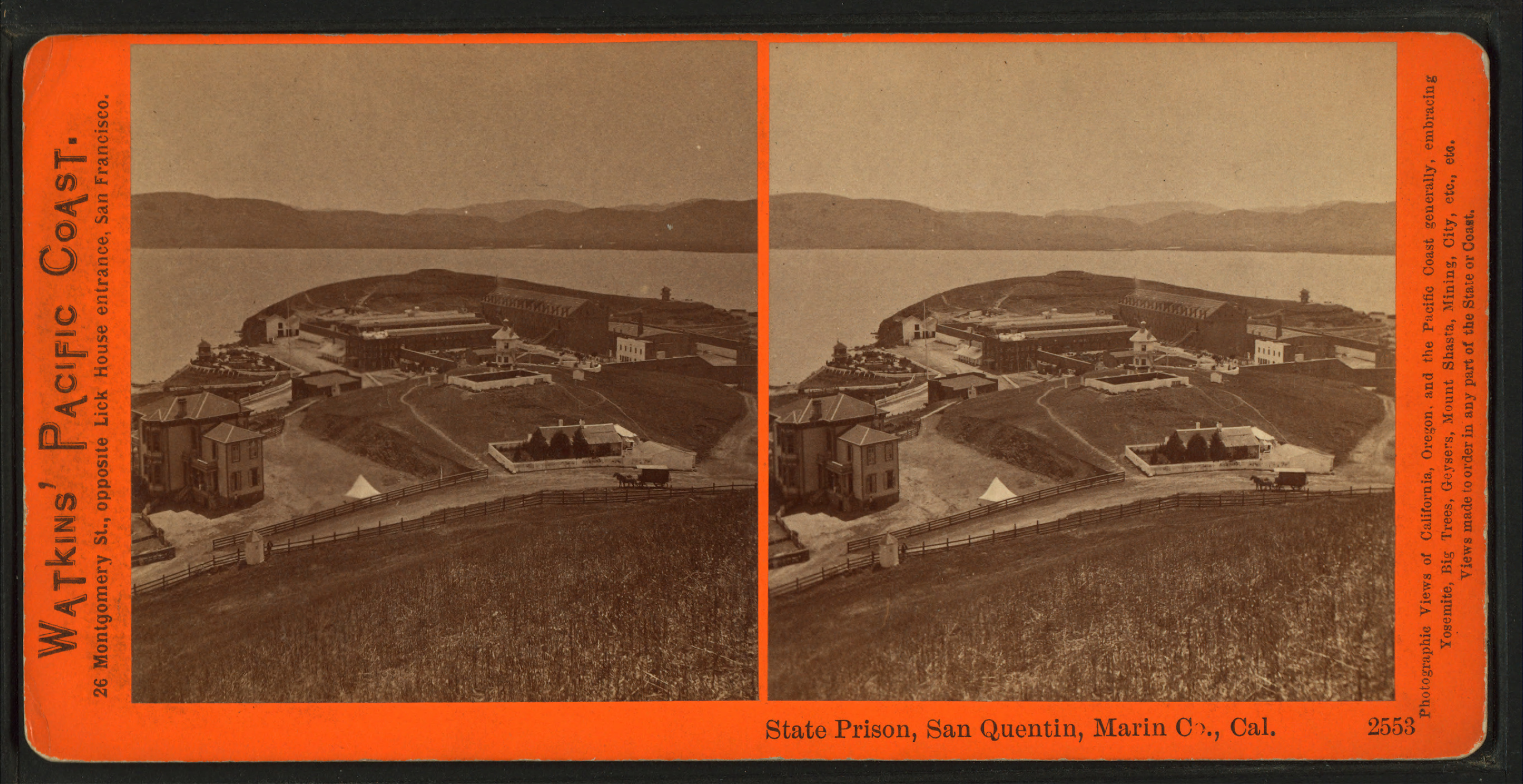
San Quentin-fängelset, ett delstatsfängelse som det såg ut på 1800-talet. Här syns också tjänstebostäder.

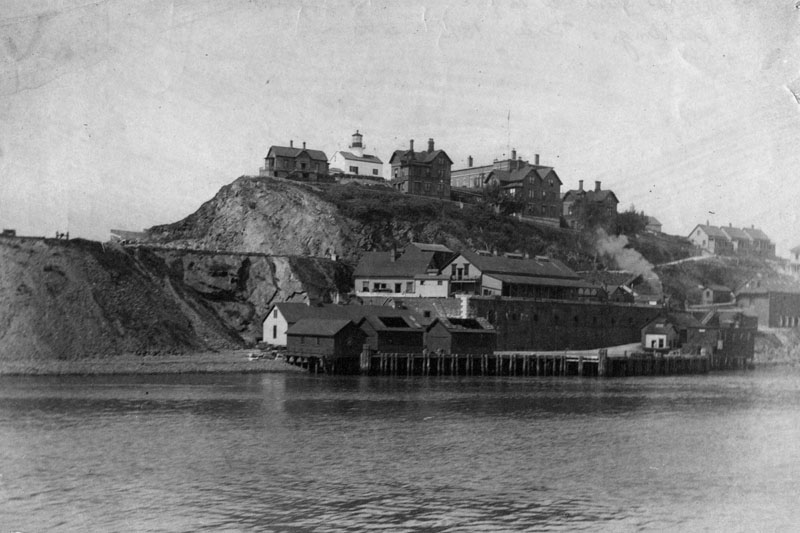
Alcatraz militära fängelse, bilden tagen 1895 och visar tjänstebostäder framför fängelsebyggnaden.

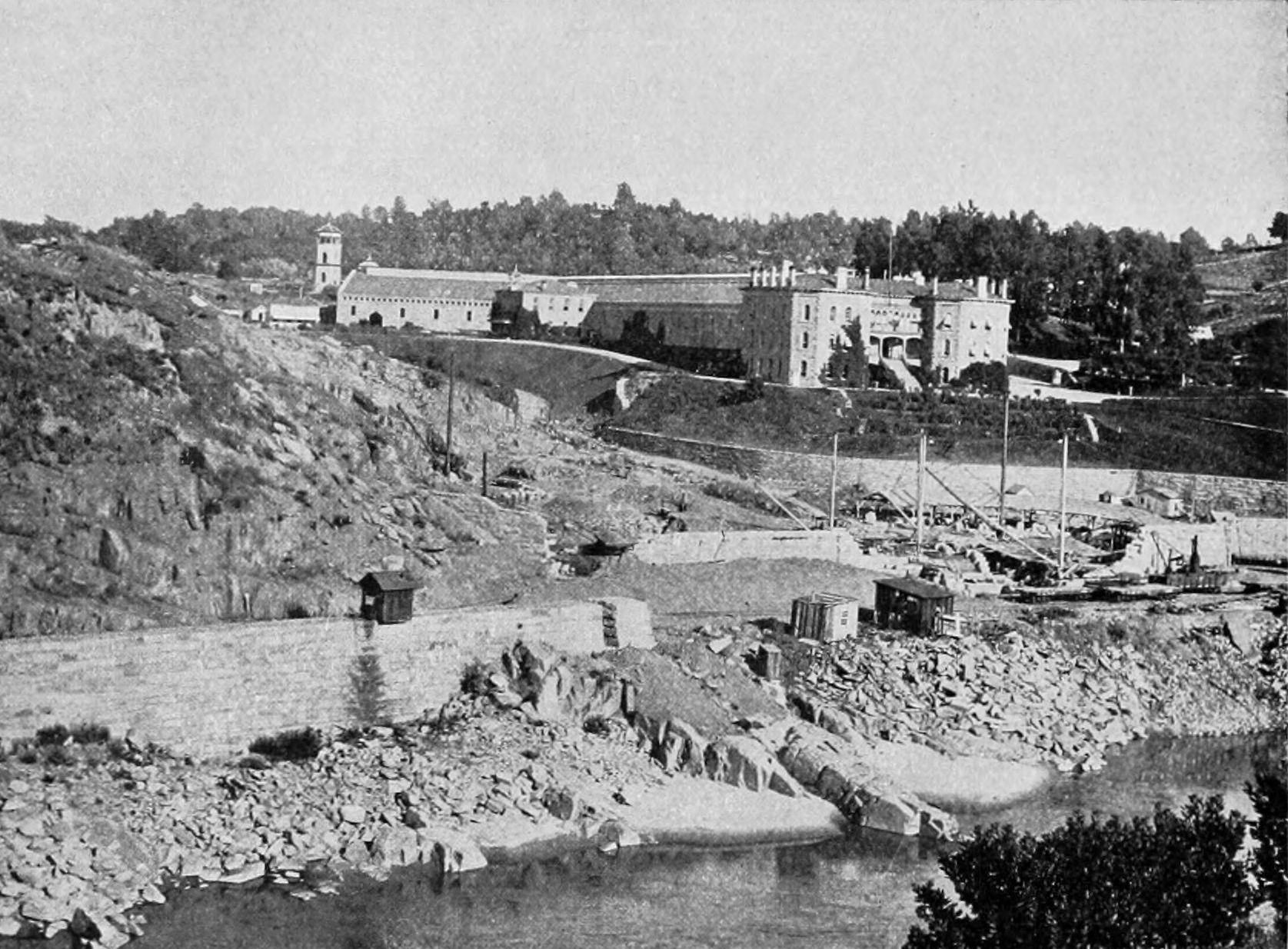
Folsom State Prison, 1898, delstatsfängelse.

Fängelserna var uppdelade i tre olika nivåer.
Stadsfängelset: Här satt småtjuvar och bråkmakare under kortare tid, oftast några dagar. Fängelset var ofta i samma byggnad som sheriffkontoret i staden.
Countyfängelset: Här satt fångar som hade fängelsestraff på upp till ett år. Dessa fängelser var av skiftande kvalitet, en del var gjorda av trä eller lera i stället för sten, beroende på vilket byggnadsmaterial som fanns att tillgå. Det gjorde också att en del av dem blev lätta att rymma ifrån.
Delstatsfängelset: Här satt de som gjort allvarliga brott. Dessa fängelser var gjorda av sten med höga murar och vakttorn. Fängelsebyggnaden var ofta flera våningar höga med gallerdörrar så att fångvaktarna skulle kunna se vad fången gjorde utan att gå in i cellen. Cellerna hade en till fyra sängar.
För de väpnade styrkorna fanns även militärfängelser: Här satt militärer som begått brott. Mest kända militära fängelset var Alcatraz.
Korrektionsanstalter fanns för ungdomar som begick brott.
De var inte ovanligt att fångar användes av countyadministrationen eller delstatsregeringen som exempelvis gratis arbetskraft för att bygga offentliga byggnader och vägar. Personer som ansågs flyktbenägna eller riskera att bli fritagna sattes inte ut på sådant straffarbete. 
Hygienen var dålig på fängelserna, vilket gjorde att många fysiskt svaga och äldre fångar dog i epidemier.
Även kvinnliga fångar kunde användas som gratis arbetskraft, då för att till exempel tvätta, laga mat på fängelserna och att sy fångarnas kläder. Det fanns dock en uppfattning att kvinnor inte klarade fängelsestraff lika bra som män, så för mindre förstagångsförbrytelser (fängelse under 1 år) fick de vad vi idag kallar husarrest där en släkting fick ansvar för att de inte lämnade hemmet eller gården. Bröt brottslingen mot husarresten blev det dock direkt fängelse.
Kvinnor hade egna avdelningar på fängelserna.

#### Dödsstraff
Vilka brott som gav dödsstraff var olika i delstaterna. Michigan ändrade lagen 1847 så att dödsstraff togs bort för alla brott utom landsförräderi. Landsförräderi kunde vara till exempel spioneri; att klä ut sig till soldat kunde till exempel ses som försök till detta. Desertörer som i krigstid flydde under pågående slag riskerade dödsstraff då de ansågs som landsförrädare.Överlagt mord (First degree murder) gav dödsstraff eller livstids fängelse beroende på delstatens lagar. Mord av andra graden (second degree murder): ej överlagt mord resulterade inte alltid i dödsstraff men det fanns gärningsmän som ändå fått det, exempel då de oavsiktligt dödat civila under eldstrid med sheriffer. Mord av tredje graden (third degree murder):Om man av oaktsamhet dödar någon. Exempelvis vid jaktolycka eller om någon rider på någon annan. Dessa gav inte dödsstraff utan fängelse i högst några månader, då de sågs som en olyckshändelse. Dödar man någon under ett krogslagsmål kunde det ses som både mord av andra graden eller mord av tredje graden beroende på hur det dödliga våldet utdelades.[källa behövs]
I början av 1800-talet var offentliga avrättningar vanliga i avskräckningssyfte. Med tiden flyttades avrättningarna emellertid till fängelserna. Det minskade risken för fritagning eller att anhöriga och vänner kunde vilja hämnas på bödeln samt förhindrade oroligheter i samband med avrättningen. Avrättningarna skedde i delstatsfängelserna, vanligast var hängning som avrättningsmetod. Militärer som dömdes till döden hängdes inte utan arkebuserades. Vanligtvis utgjordes arkebuseringsplutonerna av nio soldater som sköt. Alla gevär var emellertid inte skarpladdade så att soldaterna inte visste vem av dem som hade dödat fången, detta för att minska ångest och skuldkänslor hos soldaterna.[källa behövs]
Den dödsdömde hade rätt att söka nåd hos guvernören. Hade den dödsdömde blivit dömd i en federal domstol kunde den dömde söka nåd hos presidenten.[källa behövs]
22 maj 1872 gav president Andrew Johnson kollektiv amnesti för nordstatsdesertörer och sydstaternas soldater för brott under inbördeskriget 1861-1865 då han undertecknade Amnesty act.

### Städer/landsbygd

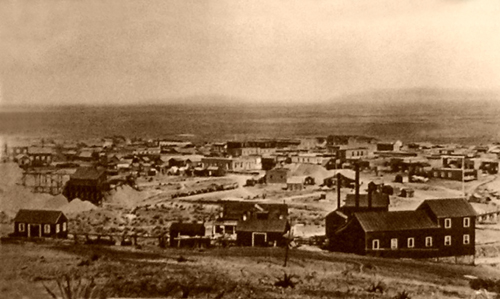
Tombstone som staden såg ut 1881

Städer växte upp naturligt vid ställen där människor flyttade in, på grund av malmfyndigheter, god odlingsmark och betesmark. Vid militära fort bildades också städer där soldaternas familjer bodde. De första inrättningarna som uppstod i städerna var smedjor, salooner, handelsbodar, barberarbutiker, begravningsentreprenörer och skolor. I större städer fanns även exempelvis bank, sjukhus, teater, bibliotek och hotell. Universitet var sällsynta och de fanns endast i ett fåtal städer. Specialaffärer, som vapenaffärer, bokhandlare och skräddare fanns bara i större städer. Handelsbodarna i mindre städer var diversehandlar som hade en mängd olika varor, men inte så stort utbud av varje vara.
Ute på landsbygden byggde nybyggare sina farmer och det fanns också rancher som ägdes av boskapsbaroner som anlitade cowboys. Dessa tog boskapen till köparna som kunde vara i en annan delstat. Taggtråd uppfanns i västra USA 1873. Då det var tidsgrävande att bygga trästaket runt stora grupper djur och då virke var en bristvara på prärien så blev taggtråden lösningen. På landsbygden fanns också guldgrävare, och jägare som levde på att sälja kött och skinn i städerna.
Skogsindustrin växte, då det fanns ett stort behov av virke till husbyggen. Det byggdes många sågverk som drevs av vattenhjul. Markägare sålde timmer till sågverken som sedan sålde virke till hantverkare.

### Kommunikationer

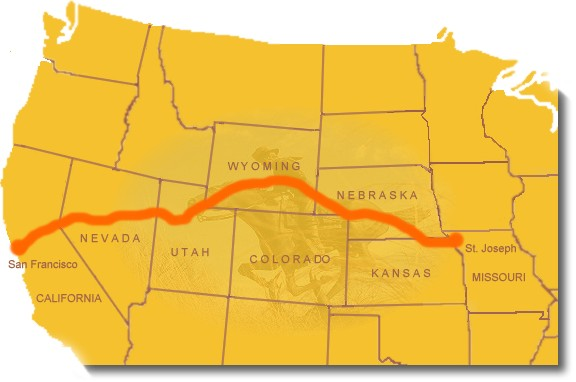
Ponnyexpressens väg genom västra USA mellan Kalifornien och Missouri.

I början levererades posten av kurirer som red mellan städerna, ett exempel är ponnyexpressen. Då ponnyexpressen var en postlinje som främst vidarebefordrade nyheter, blev kurirverksamheten med tiden utkonkurrerad av telegrafen. Trafiken upphörde i och med att byggandet av den första transkontinentala telegraflinjen slutfördes i oktober 1861.

### Tidningar
Pressfriheten var grundlagsskyddad så lokala politiker kunde inte förbjuda tidningar.
I städer fanns tidningar och precis som idag kom deras inkomster främst från annonsering. I mindre städer kom inte tidningen ut varje dag utan mera sällan, till exempel en gång i veckan. (Tidningar kom ej ut på söndagar eftersom det var förbjudet med affärsverksamhet då.) I mindre städer kunde tidningen vara så liten att det bara var en journalist som arbetade där.
Exempel på tidningar:
- Tombstone Epitaph
- Kansas Weekly Herald
- El Paso Time
- Harper's Weekly
- Rocky Mountain News
- Nebraska City Tribune
- Dodge City Time
- Denver Tribune
- Tucson Citizens
- Hays City Sentinel

### Saloon

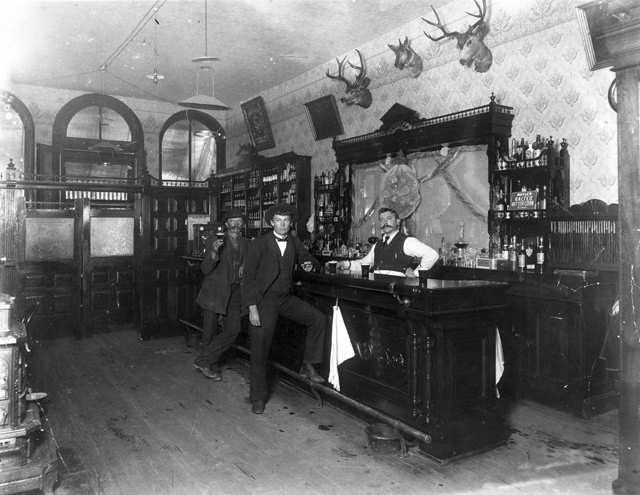
En saloon i Blackhawk i Colorado 1897.

Salooner var värdshus som fanns i städerna, och förutom mat, dryck och husrum även erbjöd hasardspel och prostitution; dock var detta tillåtet endast på kvällar och nätter för att inte barn och kvinnor skulle se dessa företeelser som sågs som syndiga av kyrkan. Salooner var öppna dygnet runt.

#### Hasardspel

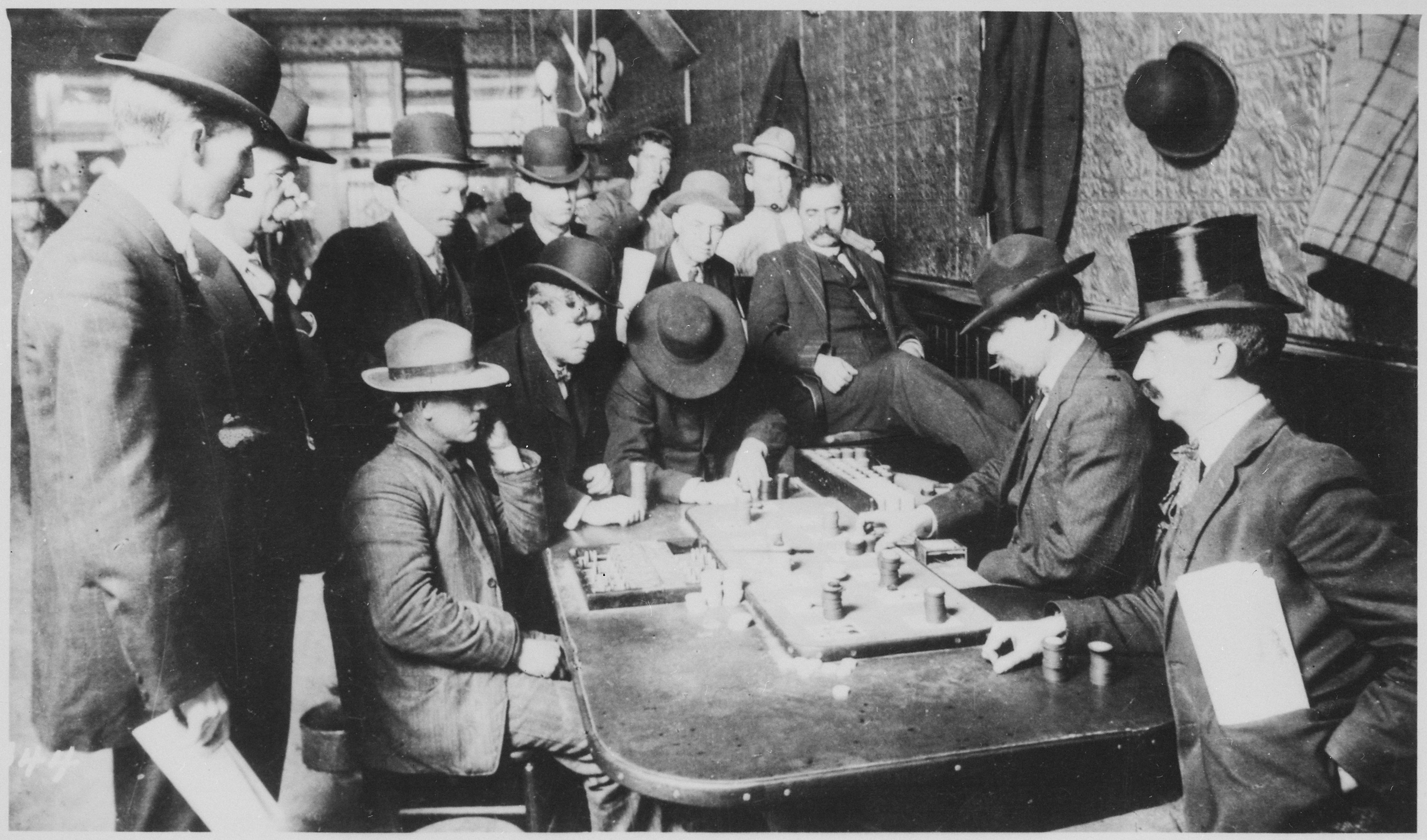
Hasardspel på Orient Saloon i Bisbee, Arizona.

Poker var populärt i vilda västern. Man var tvungen att vara myndig för att få spela. Det förekom andra hasardspel också som bland annat tärningsspel.
De förekom våld vid pokerpartier men våldet som illustreras i populärkultur som i westernfilmer är starkt överdrivet. Det mest kända var troligen när Wild Bill Hickok dog under ett pokerparti i Deadwood 1876. Därifrån kommer uttrycket "död mans hand". Han hade 8 och ess i klöver och spader. Vilket det femte kortet var tvistas det om.

#### Prostitution
Prostitution var tillåtet men reglerat i lag. Prostituerade måste ha fyllt 16 år och prostitutionen måste ske på saloon eller bordell. Prostitution fick bara förekomma kvällar och nätter. Lokala ordningsföreskrifter kunde förbjuda prostitution, och så skedde också i de flesta större städer. Prostitution var mest vanligt i små städer där cowboys kom förbi med sina kreatur.
De prostituerade lockades av de snabba pengarna och att saloon/bordellägaren var skyldig att ge dem skydd, mat och logi. Saloon/bordellägaren fick en andel av vad de prostituerade tjänade ihop. De prostituerade skrev kontrakt med saloon/bordellägaren på ett antal år som de kom överens om, under den tiden var den prostituerade tvungen att arbeta för ägaren och kontraktet var juridiskt bindande för båda parter.
Nackdelarna var att prostituerade var socialt utfrysta, de fick inte vara med i kyrkan, och var bannlysta från andra sociala aktiviteter. Även sedan de slutat prostituera sig kunde de få svårt få arbete eller få någon att gifta sig med. Allmänheten såg prostituerade som omoraliska och kriminella personer, mycket på grund av att kyrkan kritiserade prostitution och stängde ute dess utövare från kyrkan.
En annan mörk baksida av prostitutionen var att, eftersom antalet frivilliga var få, man sysslade med det vi idag kallar trafficking. Då kidnappades nybyggarnas döttrar eller unga bondkvinnor från Mexiko för att tvingas in i prostitution.

### Våldet i vilda västern
Det var sällan man var beväpnad hemma, utan man beväpnade sig när man var ute och reste eller hade ärenden i stan. Det farliga var just resor mellan städer, då banditer kunde attackera resenärer och handelsmän. Det fanns mytomspunna mer eller mindre laglösa städer, men majoriteten var trygga platser. Säkraste städerna var de vid militära fort. De flesta indianer och banditer ville inte ta risken att anfalla eller råna någon sådan stad. För civila var inte de kriminella största hotet, utan oväder och vilda djur. Det mesta våldet skedde mellan brottslingar och lagmän (som poliser, uppbåd, prisjägare, Texas Rangers m.m.) men även mellan kriminella som hade inbördes uppgörelser. Kriminella rånade handelsmän och resenärer de trodde var rika. Att råna någon som var fattig var inte värt riskerna. Så myten om västern som ett ställe där vem som helst kunde bli rånad och mördad är starkt överdriven.[källa behövs]

#### Marktvister
Då nybyggarna kom blev det tvister då boskapsbaroner ansåg att de ägde marken där deras djur betade. En lag om besittningsrätt gjorde att boskapsbaroner inte fick vräka nybyggare som bott länge på deras mark. Detta gjorde att en del baroner försökte skrämma bort nybyggare.
Guldgrävare stred också om inmutad mark där det fanns guldfyndigheter. I extremfall kunde guldgrävare döda varandra för att ta över en annans inmutning. Indianer och nybyggare/guldgrävare hade också konflikter. De gjorde att militären tvingades ingripa och krig bröt ut mellan USA och indianstammar vid flera tillfällen.

#### Dueller
Dueller ansågs redan på 1800-talet vara ett problem. Redan 1810 förbjöd Virginia dueller och straffade även sekundanter. Även någon som visste om en duell men inte rapporterade den kunde straffas enligt "10 USC § 914 - Art. 114. Dueling" (som gäller fortfarande). Även armén förbjöd dueller. Det tog lång tid innan delstaterna i väster fick sådana lagar, de sista staterna som förbjöd detta gjorde det under 1890-talet. Idag har de flesta delstater tagit bort lagen, och dömer i stället den som dödar någon i duell för mord. I västern ansågs det inte som mord, utan det gav fängelse i de delstater där det var förbjudet.
I vissa delstater var det förbjudet att inneha offentliga uppdrag (politiska uppdrag eller inom rättsväsen) om man duellerat, som i Alabama, Arkansas, Iowa, Kentucky, Mississippi, Oregon, South Carolina, Tennessee, West Virginia och Texas.

#### Vapen

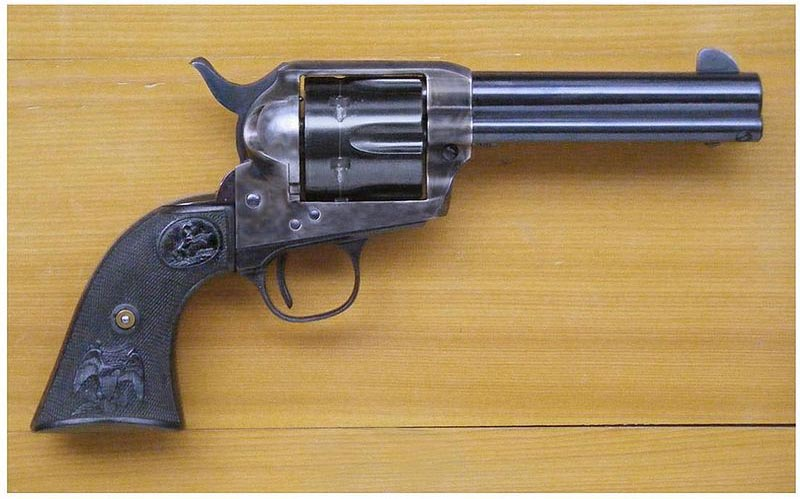
Colt Single Action Army, under 1800-talet mer känd under namnet Colt peacemaker.

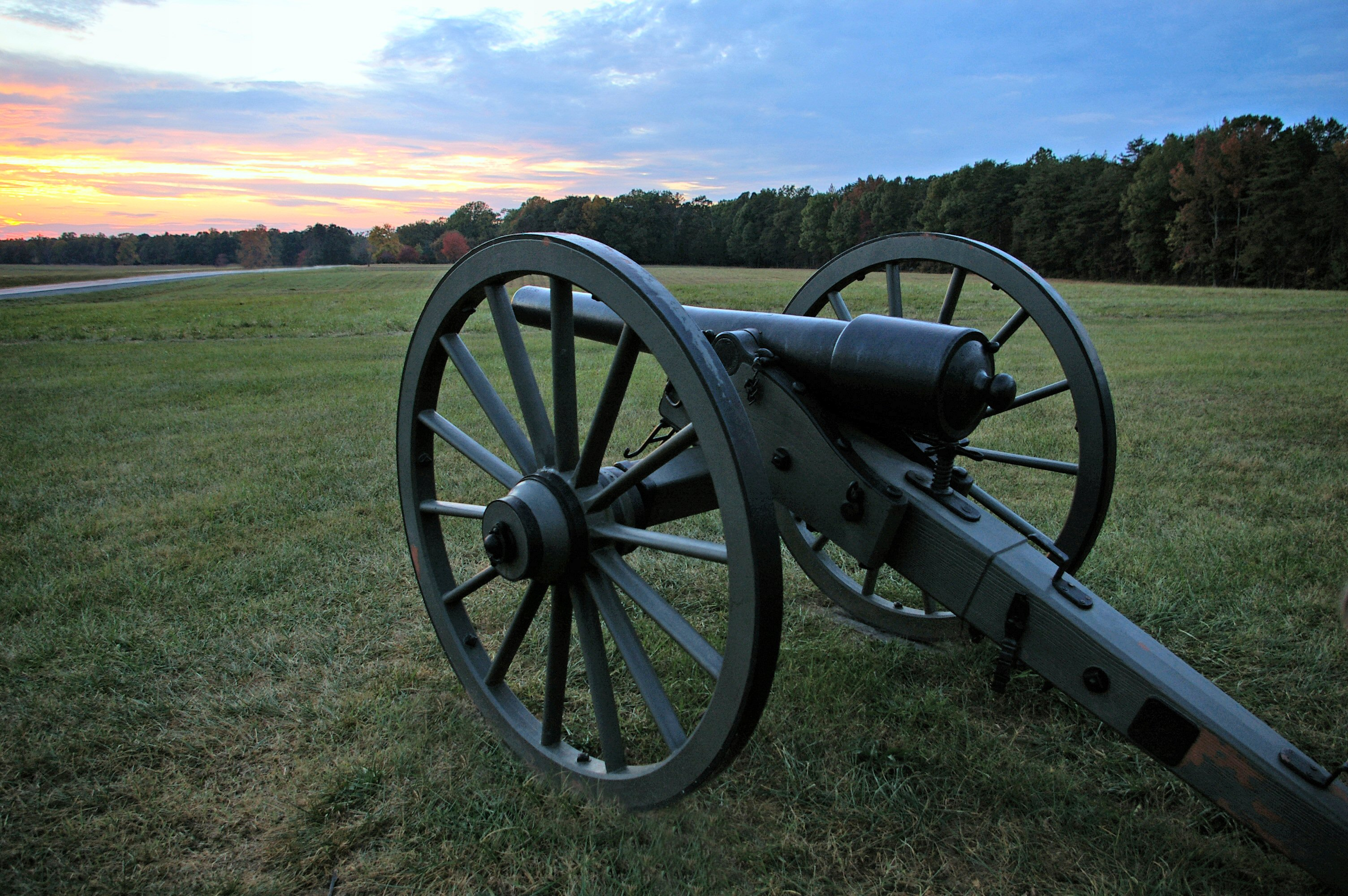
De kanoner armén använde var så kallade "Napoleonkanoner", den fältkanon som användes mest.

Ett vanligt vapen var revolver, men också gevär för bland annat jakt. Utvecklingen av vapen hade gått fort, från mynningsladdare i början av 1800-talet till vapen med magasin. För att få köpa och bära vapen skulle man vara myndig.
Det vanligaste vapnet var gevär som användes till jakt, men också till personligt försvar av bland annat nybyggare och jägare. I städerna var det mer vanligt med revolver, som var mer praktisk att bära till fots.
Gatlingkulsprutan uppfanns och armén hade sådana, men det fanns problem med att den lätt blev överhettad vilket ledde till eldavbrott och dess storlek gjorde att den måste dras av hästar. Vapnet var avskräckande. Många gånger flydde indianer och kriminella redan vid åsynen av den. Men vapnet var ovanligt. Armén hade 1865 100 stycken, så inte alla fort hade sådana vapen.
De kanoner armén använde var så kallade "Napoleonkanoner", den fältkanon som användes mest. Den måste dras av hästar, men kunde skjuta en kanonkula upp till 2 km. Det fanns olika sorters kulor: vanlig gjutjärnskula som användes för att förstöra byggnader, exploderande kanonkulor och även kartescher (kallade "grapeshots" på engelska) som exploderade och hade små kulor i sig som användes mot trupp.
De fanns ställen dit man inte tog med vapen, till exempel i kyrkan och vid domstolsförhandlingar. I många städer var det också förbjudet att bära vapen på offentliga platser. Genomresande var därför tvungna att lämna in sina vapen hos sheriffen så länge de uppehöll sig i staden, för att sedan hämta ut dem igen vid avresa.

### Indianer

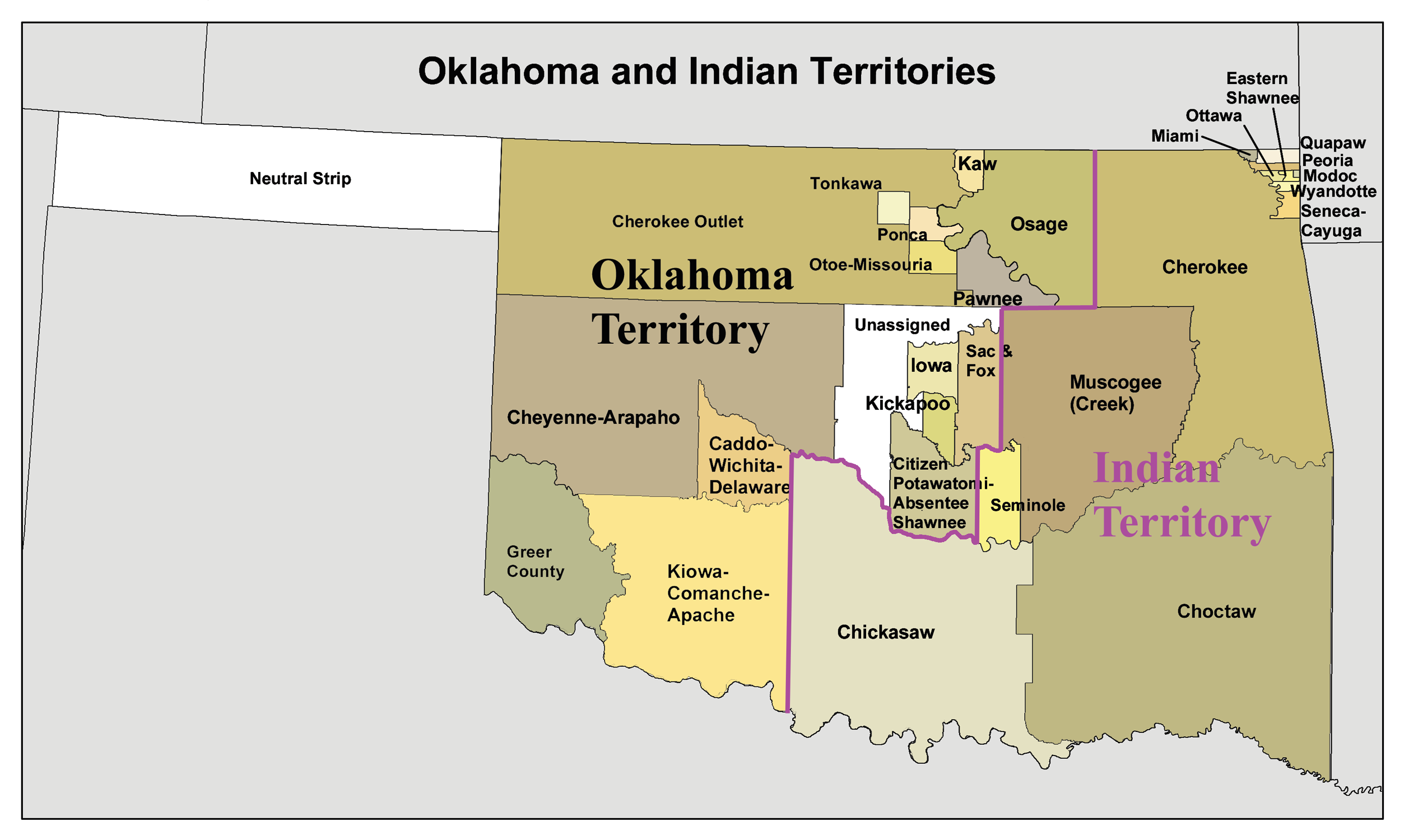
Karta över indianterritoriet var uppdelad mellan indianstammarna.Före Oklahoma Land Run.

I början av vilda västern var det få konflikter, då nybyggarna inte var så många. De hade god kontakt med indianerna och bedrev handel med varandra.
Men indianerna blev mer och mer undanträngda. Det ledde till blodiga konflikter där båda sidor begick massakrer. Indiankriget (1790-1890) var inte ett krig, utan flera små konflikter mellan enskilda stammar och USA. Först 1890 avslutades det sista väpnade upproret.
Indianstammar som kapitulerade fick ett reservat eller flera, beroende på hur stora de var, där de fick leva. Många gånger var det svårt för indianerna att kunna finna mat, då deras jakt- och fiskemöjligheter minskade då de inte som förr kunde förflytta sig, om djurtillgången blev liten på ett ställe. Det gjorde dem beroende av nödhjälp från USA:s militär. Det fanns en del korruption, vilket gjorde att all mat och förnödenheter inte nådde indianerna utan såldes på svarta marknaden.
En del indianstammar som kapitulerade tvångsförflyttades till Indianterritoriet 1834-1907. Området styrdes av indianerna var inte en del av USA. Mest kända av dessa tvångsförflyttningar var tårarnas stig då Cherokeser, Muscogee, Seminole, Chickasaw, och Choctaw-nationen tvingades flytta från sydöstra USA. Även om de flesta stammar som tvångsförflyttades gjorde det från östra USA så finns de exempel där stammar från västra USA blev det: Cheyenner flyttades från Minnesota och Apacher från New Mexico bland annat. Även om indianer flyttades från en delstat kunde de finns små grupper kvar som hade reservat i andra delstater exempel Apacher hade reservat i Arizona. Detta berodde på indianernas landgränser var inte de samma som delstaternas gränser. Oklahoma Land Run sålde indianerna stora delar av sitt land mellan 1889 och 1893 till USA som gav det till nybyggare. Området blev delstaten Oklahoma 1907.
Indianernas barn fick gå i skola som militären bekostade. Men många föräldrar ville inte skicka sina barn till skolan, då de var rädda att de skulle glömma sin kultur.
Indianerna hade egna domstolar och sheriffer som dömde indianer som begick brott mot andra indianer i Indianterritoriet. Deras straff såg något annorlunda ut. Till exempel användes piskrapp i stället för böter vid mindre allvarliga brott. Federala domstolar dömde om brottet var mellan vita och indianer. Fördomarna mot indianerna, som späddes på av de väpnade konflikterna, gjorde att indianerna många gånger inte fick en rättvis rättegång.
Av den nästan tre miljoner starka indianska befolkningen som under 1800-talet minskade till cirka två miljoner var det ca 8000 som militären dödade. Majoriteten dog av sjukdomar som nybyggarna förde med sig från Europa.

### Militär

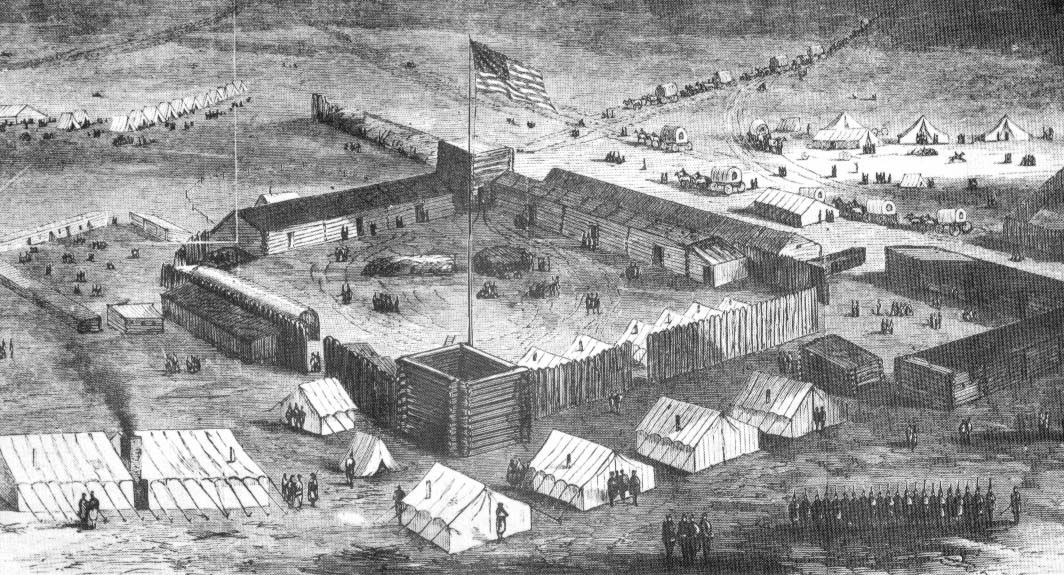
Fort Supply 1869

Efter amerikanska inbördeskriget började armén skicka trupper till områden med nybyggare.
Militären byggde fort i delstaterna för att skydda nybyggarna från indianangrepp. Fortens storlek varierade, en del var bara några byggnader runt en exercisplats, andra var närmast som en mindre stad. Familjer till gifta soldater fick bo vid fortet och bygga ett hus. Detta gjorde att vid vissa fort växte en liten stad fram vid sidan av fortet. Städerna fick ofta namn efter fortet och många finns kvar än idag exempel Fort Worth i Texas.
När man var 18 år kunde man ta värvning i armén. För att utföra arbetsuppgifterna i armén, behövde man vara vältränad. Man genomgick flera medicinska tester och konditionstester under rekryteringsprocessen och man fick inte ha allvarligt synfel heller. Man skrev avtal om att tjänstgöra i fem år, krigstid kunde avtalet var kort tidsperiod för att få fler frivilliga. Kvinnor fick inte tjänstgöra i armén. Svarta och indianer hade egna kompanier. Utländska medborgare kunde söka värvning och fick amerikanskt medborgarskap efter tjänstgöringen. Det fanns dock restriktioner, som att personen ifråga inte fick ha tjänstgjort i ett annat lands armé och att han måste kunna engelska. Sydstaternas soldater som slogs för Amerikas konfedererade stater fick amnesti efter inbördeskriget men fick sitt hus och sina egendomar konfiskerade. Många flyttade västerut för att börja ett nytt liv. De kunde dock inte blir soldater igen.
Försökte man desertera kunde det leda till hårda straff. Speciellt under krigstid då en desertör kunde få dödsstraff. Du kunde hemförlovas tidigare om de hade särskilda skäl exempel ansågs inte var kapabel att tjänstgöra av hälsoskäl eller familjetragedi.
Man såg upp till veteraner som hade stridit för USA i inbördeskriget (1861–1865), Mexikansk–amerikanska kriget (1846–1848) eller i indiankrigen 1790-1890. De hade hög status i samhället. Änkor till soldater som dött i tjänst fick änkepension så länge de inte gifte om sig.
Armén kunde också, efter avtjänad tjänstgöring, betala högre studier. Många valde också att fortsätta i armén genom att skriva på för ytterligare fem år. Precis som vid rekryteringen var soldaten tvungen att klara en läkarundersökning.
Bra soldater kunde erbjudas utbildning på United States Military Academy, som var officersskolan i New York. West Point var en internatskola och kadetterna bodde på skolan under fyra år. Disciplinen var sträng: fylleri, slagsmål, att ljuga för befäl eller skolk gav till exempel en "prick", 25 prickar innebar relegering. Sista året valde kadetterna vapenslag; artilleriet, kavalleri och infanteriet. Efter utbildning fick eleverna kaptens grad och möjlighet att välja var de ville tjänstgöra. Den som var bäst i klassen fick välja först, och så vidare. 1802 startades skolan, och hade då 44 elever, vilket ökades 1861 till 200 elever. 1870 öppnades West Point för svarta och indianer. Fördomar, speciellt från andra kadetter, gjorde att bara tolv svarta började utbildningen och bara tre slutförde den under 1800-talet.
Armén hade egen polis och lagar och de dömde och bestraffade soldater som begick brott. Soldater som ansökte för att bli militärpoliser fick inte ha något belastningsregister.
Armén hade sträng disciplin rörande relationen med civila. De ansågs viktigt att ha bra relation med allmänheten. Därför fick soldater strängare straff för små brott som fylleri och slagsmål, civila fick ofta en dygn i stadsarresten medan soldater fick kasernarrest, vilket innebar att soldaten inte fick lämna kasernområdet, det vill säga fortet, på upp till två veckor. Vid upprepad förseelse kunde soldaten omplaceras. Officerare riskerade degradering.
Armén såg också allvarligt på bedragare som utgav sig för att vara soldater, eftersom de svärtade ner arméns rykte, och de straffades med långa fängelsestraff. Gjordes det i krigstid kunde personen dömas för spioneri och landsförräderi och riskera dödsstraff.

### Gruvor

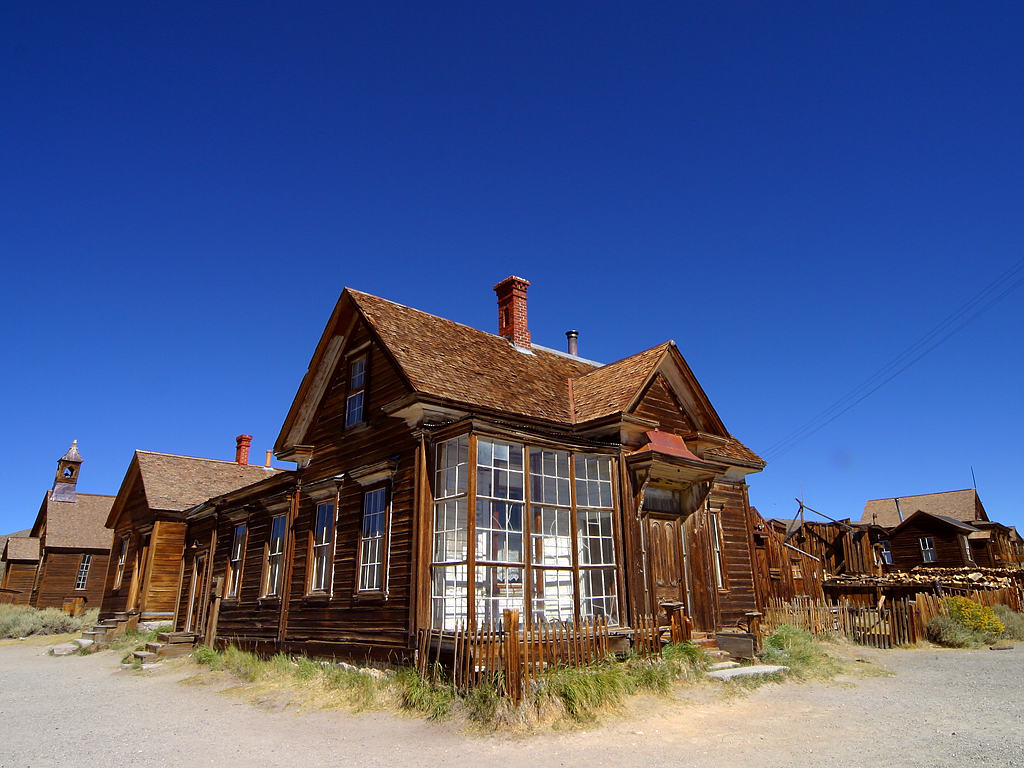
Övergivna hus i gruvspökstaden Bodie.

Exempel på guldrusher: Guldrushen i Klondike, Guldrushen i Kalifornien, Guldrushen i Pike's Peak.
Trots att gruvarbete var farligt var det många som arbetade med det, då man kunde tjäna stora pengar.
Där det var guldrusher växte städer upp snabbt, men många av dem försvann lika fort då guldrushen var över, och då blev de spökstäder. Bodie är ett exempel på en sådan spökstad. Många städer överlevde också och fortsatte växa, till exempel Golden, Denver City, Boulder City, Fountain och Old Colorado City som har införlivats i Colorado Springs.
Att arbeta som gruvarbetare innebar risker. Det var rasrisker i berget, men också risker då sprängningar skulle göras, speciellt innan dynamit började användas. Innan dess hade gruvarbetarna nitroglycerin i glasrör. De var stötkänsliga och kunde explodera för tidigt. Ett annat problem för gruvarbetarna var att de andades in stendamm som kunde ge dammlunga eller silikos.

## Historiska platser, personer och händelser

### Historiska personer

#### Kriminella
- Billy the Kid
- Jesse James
- Cherokee Bill
- Wild Bill Hickok
- Bröderna Dalton
- John Wesley Hardin
- Sam Bass
- Belle Starr
- Johnny Ringo
- Clay Allison
- Ike Clanton
- Billy Clanton
- Butch Cassidy
- Sundance Kid

#### Lagmän, militärer och prisjägare
- Wyatt Earp
- George Armstrong Custer
- Doc Holliday
- Bat Masterson
- Kit Carson
- Pat Garrett
- Roy Bean
- Virgil Earp
- Morgan Earp

#### Indianer
- Crazy Horse
- Sitting Bull
- Chief Gall
- Geronimo
- Red Cloud

#### Övriga kända personer
- Davy Crockett
- Calamity Jane
- Buffalo Bill
- Charles H. Sheldon
- Nathan Bedford Forrest
- Alfred L. Werker
- Susan McSween
- Annie Oakley

### Händelser
- Revolverstriden vid O.K. Corral
- Guldrushen i Klondike
- Guldrushen i Kalifornien
- Guldrushen i Pike's Peak
- Massakern vid Wounded Knee
- Slaget vid Little Big Horn
- Grattanmassakern
- Lincoln County War
- Massakern i Bisbee

### Platser
- White Oaks, New Mexico
- Dodge City
- Klondike (region)
- Tombstone, Arizona
- Deadwood, South Dakota
- Boot Hill
- Walnut Grove, Minnesota
- Colorado Springs
- Coloma, Kalifornien
- Lincoln, New Mexico
- Coffeyville
- Bodie
- Bisbee, Arizona
- Mount Moriah Cemetery